# Ebersbach (Familienname)
Ebersbach ist ein Familienname, der vor allem im deutschsprachigen Raum vorkommt.

## Bedeutung
August Friedrich Pott führt den Namen möglicherweise auf Adebar, den Namen des Storches in Fabeln, zurück.

## Namensträger
- Brigitte Ebersbach (* 1952), deutsche Germanistin und Verlegerin
- Christine Ebersbach (Choreografin), deutsche Tänzerin, Tanzausbilderin und Choreografin
- Christine Ebersbach (Malerin) (* 1954), deutsche Malerin
- Emil Ebersbach (1880–nach 1933), deutscher Bahnbeamter und Politiker (DNVP), MdR
- Friedrich Wilhelm Ebersbach (1805–1847), deutscher Jurist und Politiker, Landstand von Waldeck
- Georg Ebersbach (1913–1993), deutscher Volkswirt und Verbandsfunktionär
- Harry Ebersbach (1921–2008), deutscher Rechtswissenschaftler
- Hartwig Ebersbach (* 1940), deutscher Maler
- Herbert Ebersbach (1902–1984), deutscher Maler
- Johannes Christian Ebersbach (1799–1862), deutscher Politiker, Bürgermeister von Waldeck
- Oliver Ebersbach (* 1969), deutscher Fußballspieler
- Reinhard Ebersbach (1938–2024), deutscher Politiker (SPD), Oberbürgermeister von Überlingen
- Robert Ebersbach (1842–1892), deutscher Jurist und Politiker, MdL Waldeck
- Volker Ebersbach (* 1942), deutscher Schriftsteller
- Wilhelm Ebersbach (1824–1891), deutscher Ökonom und Politiker, MdL Waldeck
- Wilhelm Ebersbach (Politiker, 1805) (1805–1847), Verwaltungsjurist und Abgeordneter im Fürstentum Waldeck
- Wolf-Dieter Ebersbach (* 1940), deutscher Fernsehjournalist und -moderator
- Wolfram Ebersbach (* 1943), deutscher Maler